# Haggenmacher Henrik (nagyiparos, 1827–1917)
Idősebb Haggenmacher Henrik, Haggenmacher Henrik Jakab (Winterthur, 1827. november 6. – Budapest, 1917. június 5.) svájci származású magyar nagyiparos, gőzmalomtulajdonos.

## Gyermek- és ifjúkora
Svájcban született, nagyapja, apja molnárok voltak. Apja: David Emmanuel Haggenmacher (1795–1862), édesanyja: Anna Barbara Wiedmann (1800–1882) volt. Heinrich Jacob 19 éves korában indult vándorolni. 1846-ban Prágába ment bátyjához, Kaspar Emmanuel Haggenmacherhez, majd  1850-ben egy reichenbergi (ma Liberec, Csehország) malomban alkalmazták. Ezután jött Magyarországra.

## Magyarországi malomépítései
Előbb egy dunai hajómalomban dolgozott, majd az Újlakon lévő, 1853-ban alapított Barber és Klusemann-féle malom főmolnára lett. 1856-ban haszonbérbe vette a Teréz-külvárosban található, Rákos-patak menti Ördögmalmot. Ekkor öccse is nála dolgozott. Megszerezte Pest város Tanácsától a lisztárusítási jogot, technikai fejlesztésként pedig gőzüzemre tért át. Így 1858-ban már gőzmalomként működött, 36 munkással. Felhalmozott tőkéjét telekvásárlásra, valamint lakóház- és malomépítésre fordította a Vígszínház környékén lévő, saját tulajdonú telkére. 1862-ben kezdett termelni az új malom. Ekkor megvált a malombérlettől.
1865-ben új malmot építtetett a Szemere utcában, amely 1866-tól már termelt. 1867-ben előző malmát eladta. 1872-ben egy csődbe jutott malmot vásárolt meg, de termelését e két malom (a Szemere utcai közben leégett és újjá kellett építeni) csak 1874-ben, illetőleg 1876-ban kezdte meg. Ekkor a Haggenmacher-malom 200 munkással dolgozott, és a Pesti József Hengermalom mögött a második legnagyobb budapesti malom lett. Géza fiát 1886-ban, Árpád fiát 1890-ben vezette be cégjegyzőként a malomüzletbe.
Főrészvényese volt az Első Budapesti Gőzmalom Részvénytársaságnak és egyik alapítója a Flóra, Első Magyar Stearin-, Gyertya- és Szappangyárnak.

## A Haggenmacher család
Haggenmacher Henrik 1854-ben feleségül vette Liechti Maria Magdalenát (1834. december 18. – 1889. március 24.), akitől 12 gyermeke született:
- Ifj. Henrik (1855–1917)
- Sándor Géza (1857–1891)
- Walter (1859–1921)
- Vilmos Sándor (1861–1879)
- Gáspár Róbert (1863–1921)
- Ottó Lajos (1864–1865)
- Árpád (1865–1914)
- Mária Márta (1867–?)
- Melánia Lujza Johanna (1869–?)
- Friderika Erzsébet Antónia (1871–1898)
- Oszkár (1874–1942)
- Berta Lujza (Lili, 1878–1914)

## Sörgyártás

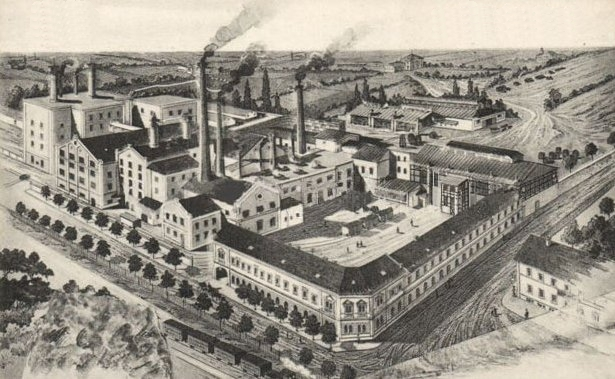
A Haggenmacher sörgyár Budafokon

Haggenmacher Henrik 1867-ben több terménykereskedővel együtt befektetett az 1854 óta Barber és Klusemann tulajdonában álló kőbányai serfőzdébe, és megalapította az Első Magyar Részvényserfőzdét. Kiszállva ebből az üzletből, már mint vagyonos gőzmalomtulajdonos, 1867-ben megvette a Frohner család promontori sörfőzdéjét. 1875-re üzeme termelékenységben a harmadik volt a Dreher Antal-féle kőbányai sörgyár, és az Első Magyar Részvényserfőzde mögött.
1880-ban a promontori sörgyárat fiának, ifjabb Haggenmacher Henriknek (1855–1917) adta át. A családi kapcsolatok már a 19. század végétől szövődtek. Ifj. Haggenmacher Henrik 1884-ben feleségül vette Aich Emmát (1866–1954) és így veje lett Aich Ferencnek (1835–1903), a Dreher-féle sörbirodalom magyarországi ága vezetőjének. Ifj. Haggenmacher Henrik legfiatalabb húga pedig 1898-ban feleségül ment Dreher Jenőhöz (1873–1948). A házaspár a martonvásári Brunszvik-kastélyban élt, melyet a Dreherek 7500 hektárnyi birtokkal együtt 1897-ben vásároltak meg Habsburg József Károly főhercegtől.
A filoxéra-tetű magyarországi kártételei miatt az 1891–92-es üzleti évben az emelkedő fogyasztás miatt sarkallva az ország sörtermelése megkétszereződött. Azonban 1905-re már csak 90 serfőzde maradt talpon, s négy nagy gyár adta termelés közel kétharmadát. Az „Ifj. Haggenmacher Henrik Sörgyár” az országos növekedést meghaladva, két és félszeresére növelte termelését. Budapesten kívül Székesfehérváron, Vácott is létrejöttek telepek. 1899-ben cégvezetőként belépett legfiatalabb testvére, Oszkár is, aki 1901-től a cég társult tagja lett.

## Telekügyletek
Az 1880-as években telekfelvásárlásokkal növelte vagyonát. Jelentős ingatlanai voltak a Lipót (ma Szent István) körúton, az Andrássy út Nagymező és Jókai utca közötti szakaszán, valamint a Szentkirályi utcában is.

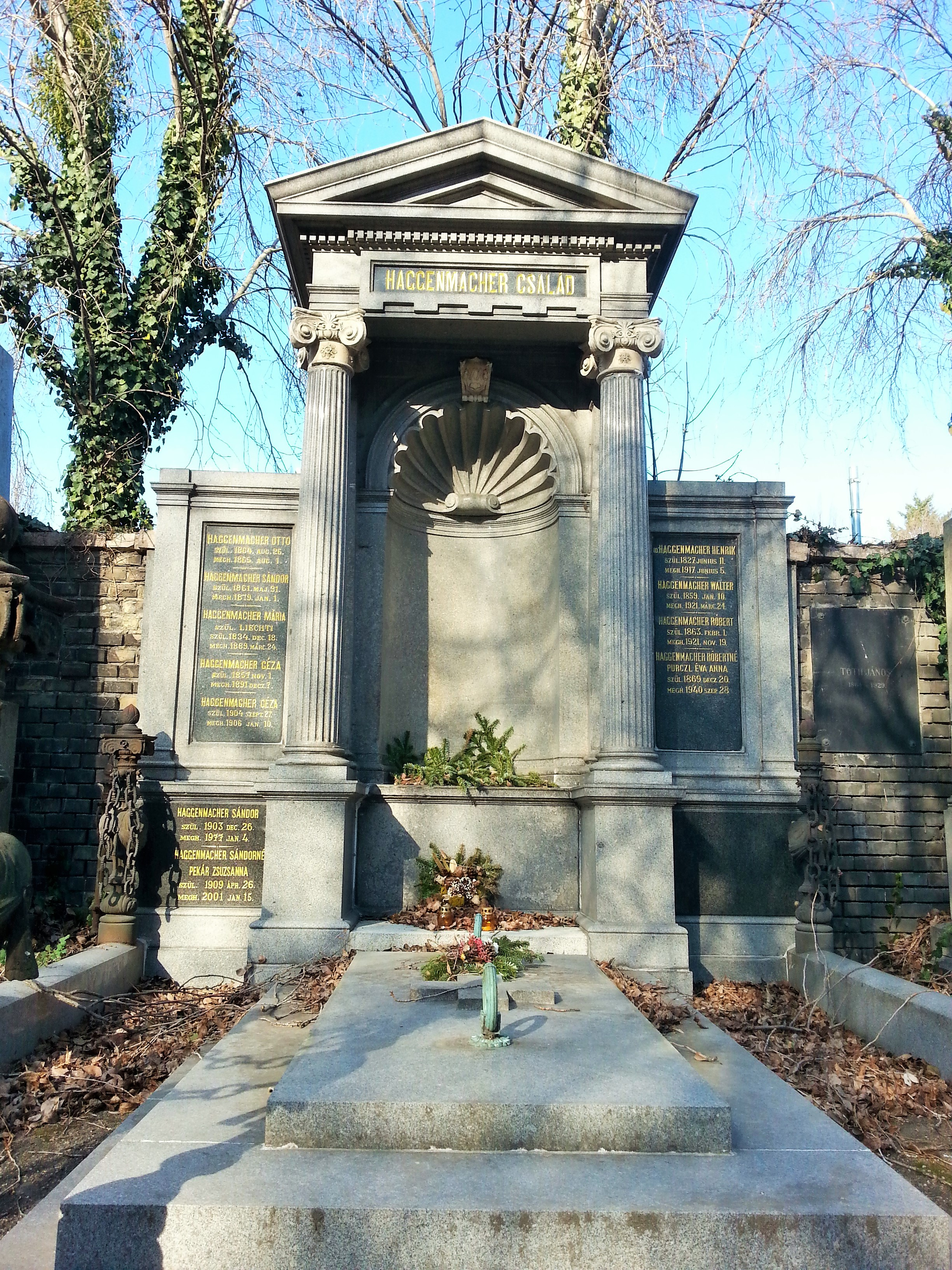
Idősebb Haggenmacher Henrik síremléke a budapesti Kerepesi temetőben. Alkotók: Feszty Adolf és Szász Gyula.

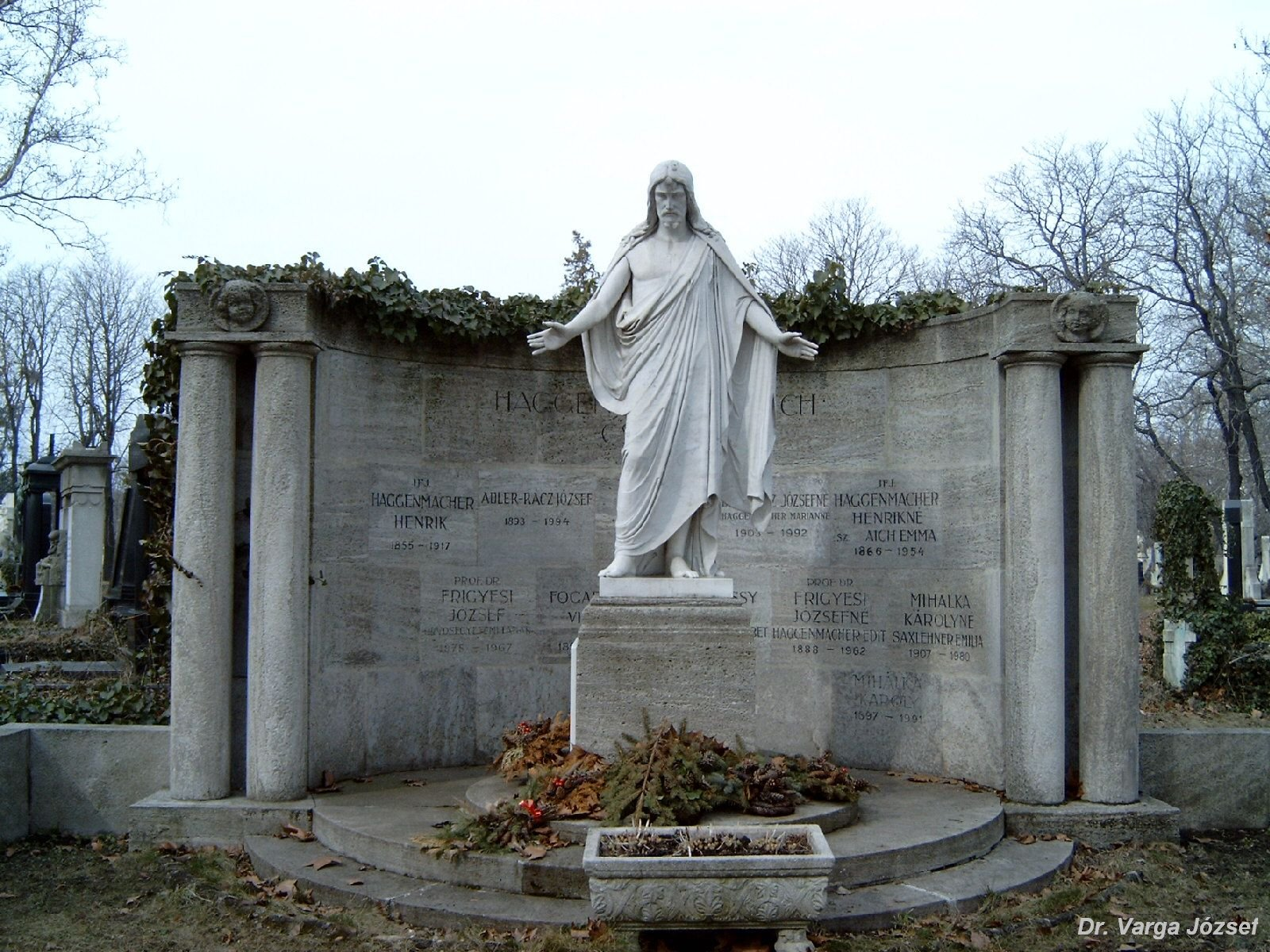
Ifjabb Haggenmacher Henrik és családjának síremléke a budapesti Kerepesi temetőben. Hikisch Rezső alkotása, Bertel Thorvaldsen 1821-es szobrának másolatával

## Elismerés
Haggenmacher Henrik 1872 és 1912 között svájci konzulként is működött.

## Halála
Idősebb Haggenmacher Henriket megelőzte halálában akkor már 62 éves fia, ifjabb Henrik. Ő 1917 májusában hunyt el, majd rá egy hónapra, júniusban idősebb Henrik is. Pár évvel később, 1921-ben pedig öccse, Haggenmacher Károly is meghalt. Végrendeletük szerint az üzemeknek a család kezében kellett maradnia.

## A leszármazottak
A két világháború között a sörgyár ügyeit Haggenmacher Oszkár irányította, és atyja (ifj. Haggenmacher Henrik) végakarata szerint 1921-től a legifjabb Henrik (1878–1972) is tagja lett a sörgyár igazgatóságának. 1943-tól a német megszállásig a Gyáriparosok Országos Szövetségének (GYOSZ) elnöke volt.
1933-ban egyesült a Haggenmacher- és a Dreher-féle sörgyár: a "Dreher-Haggenmacher Első Magyar Részvényserfőzde" elnöke Dreher Jenő, alelnöke a legifjabb Haggenmacher Henrik lett.
Dédunokája, Sztehlo Gábor evangélikus lelkész, a Jó Pásztor Misszió és Gaudiopolis megalapítója, aki sok zsidó gyermeket mentett a holokauszt elől.

## Érdekesség

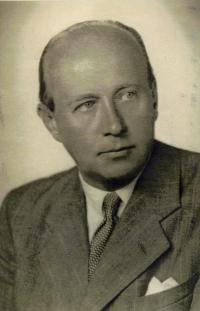
Haggenmacher Ottó

A Haggenmacher család a II. világháború alatt tevékenyen részt vett a veszélyeztetett zsidók mentésében. Sztehlo Gábor, a dédunokája alapította a Jó Pásztor Missziót, unokája, Haggenmacher Ottó és családja a Gellért-hegyi Bérc utcában lévő villáját üldözött gyermekek megmentése érdekében a Jó Pásztor Misszió rendelkezésére bocsátotta. Harminc gyermeket rejtettek el a vészterhes időszakban, s ezért Haggenmacher Ottót 2003-ban a Jad Vasem posztumusz a Világ Igaza kitüntetésben részesítette.
A legifjabb Haggenmacher Henrik a háború idején tiszteletbeli belga főkonzul volt, s így tudott segíteni német fogságból Magyarországra szökött holland katonatiszteken.
Három fiúunokája H. Henrik, H. Ottó és H. Sándor elvette Pekár Imre három leányunokáját P. Máriát, P. Emmát és P. Zsuzsát.